# Panenská věž (Turecko)
Panenská věž (turecky Kız Kulesi) je věž na malém ostrůvku v jižní části Bosporu. Jedná se o jedinou dochovanou byzantskou památku v Üsküdaru.

## Historie
Po námořním vítězství u Kyziku vybudoval athénský generál Alkibiadés v roce 408 př. n. l. na malé skále u Chrysopole (nyní Üsküdar) celní stanici pro lodě připlouvající od Černého moře.
V roce 1110 zde byzantský císař Alexios I. Komnenos postavil dřevěnou věž chráněnou kamennou zdí. Ostrůvek byl spojen s evropským pobřežím Konstantinopole železným řetězem a s asijským pobřežím obrannou zdí, jíž pozůstatky jsou patrné dodnes. Během pádu Konstantinopole v roce 1453 byla ve věži umístěna byzantská posádka. Po nástupu sultána Mehmeda II. na trůn byla využívána jako strážní věž.
Věž byla zničena během zemětřesení v roce 1509 a o pár let později znova postavena. V roce 1721 věž vyhořela, přičemž rekonstrukci nařídil velkovezír Damat Ibrahim Paša; opravená věž sloužila jako maják. Okolní zdi byly opraveny v letech 1731–1734. Od roku 1829 sloužila jako karanténní stanice, než ji sultán Mahmut II. v roce 1832 nezrušil. Na konci druhé světové války byla opravena přístavní správou. Krátce předtím, než se objevila ve filmu o Jamesi Bondovi Jeden svět nestačí, byla v roce 1998 opět zrekonstruována.
Po zemětřesení a tsunami v Marmarském moři ze 17. srpna 1999 byla věž vyztužena ocelovými podporami. Interiér byl přestavěn na kavárnu a restauraci. K věži se dá dostat pomocí soukromé lodě provozované celý den.